# Orizari, Plovdiv
Orizari (în bulgară Оризари) este un sat în comuna Rodopi, regiunea Plovdiv,  Bulgaria. 

## Demografie
Componența etnică a satului Orizari
     Romi (12,83%)
     Bulgari (85,82%)
     Nicio identificare (1,33%)
     Altele (0%)
La recensământul din 2011, populația satului Orizari era de 374 locuitori. Din punct de vedere etnic, majoritatea locuitorilor (85,82%) erau bulgari, cu o minoritate de romi (12,83%). Pentru 1,33% din locuitori nu este cunoscută apartenența etnică.